# Alfonso Olivares Iglesias
Alfonso Olivares Iglesias (Ciudad de México, México, 9 de agosto de 1992) es un árbitro de baloncesto español de la liga ACB. Pertenece al Comité de Árbitros de la Comunidad de Madrid.

## Trayectoria
Empezó a arbitrar en septiembre de 2006 cuando vivía en la ciudad de Málaga. Posteriormente se dirigió a vivir a Madrid, dónde continuó su trayectoria como árbitro.
En 2017 arbitró la LV final de la Copa de S.M. la Reina en Gerona, junto a Ángel de Lucas de Lucas (Castilla-La Mancha). En la final resultó ganador el Perfumerías Avenida de Salamanca ante el Spar Citylift Girona (80–76).
En septiembre de 2017 se anuncia su ascenso a la Liga ACB, junto a Esperanza Mendoza Holgado, Arnau Padrós Feliu, Alberto Sánchez Sixto y Javier Torres Sánchez.

## Temporadas
| Categoría        | País   | Año               |
| ---------------- | ------ | ----------------- |
| Categorías bases | España | 2006 - 2014       |
| Liga EBA         | España | 2014 - 2015       |
| Liga LEB         | España | 2015 - 2017       |
| Liga ACB         | España | 2017 - Actualidad |